# Eriocaulon ovoideum
Eriocaulon ovoideum là một loài thực vật có hoa trong họ Eriocaulaceae. Loài này được Britton & Small mô tả khoa học đầu tiên năm 1917.